# Mijn eerste reis
Mijn eerste reis is een televisieprogramma op de Vlaamse televisiezender VRT 1 geproduceerd door Bargoens. Het eerste seizoen werd gepresenteerd door Kobe Ilsen en loopt sinds 16 november 2023 op VRT 1 evenals de streamingdienst VRT MAX. In 2025 keert het programma terug voor een tweede seizoen, deze keer met Siska Schoeters als presentatrice.

## Concept
De presentator neemt elke aflevering een Bekende Vlaming mee die terug de locaties van hun eerste of een voor hen betekenisvolle reis opzoeken. Die vergezelt de centrale gast op de reis en interviewt deze op meerdere locaties onderweg om te peilen naar het reisverhaal van die eerste of belangrijke reis en de link met het levensverhaal van de gast. Daarbij komt de impact van de reis, en wat de gast na de reis heeft geleerd aan bod, evenals vergelijkingen tussen de bezochte locaties toen en nu. De presentator regelt voor de gast ook regelmatig verrassingen met extra gasten die tijdens de reis opduiken, of toegang tot betekenisvolle locaties die normaal niet zonder meer opnieuw te bezoeken zouden zijn.

## Afleveringen en bestemmingen

### Seizoen 1
|   | Centrale gast        | Locatie                                    | Eerste uitzending | Kijkcijfers |
| - | -------------------- | ------------------------------------------ | ----------------- | ----------- |
| 1 | Stan Van Samang      | The Wicklow Way, Ierland                   | 16 november 2023  | 617.737     |
| 2 | Maaike Cafmeyer      | Puycelsi, Frankrijk                        | 23 november 2023  | 590.475     |
| 3 | Margriet Hermans     | Madrid & Salamanca, Spanje                 | 30 november 2023  | 656.443     |
| 4 | Sep Vanmarcke        | Oz-en-Oisans & Col du Galibier, Frankrijk  | 7 december 2023   | 559.579     |
| 5 | Wim De Vilder        | Würzburg, Duitsland                        | 14 december 2023  | 650.949     |
| 6 | Sammy Mahdi          | Basra & Karbala, Irak                      | 21 december 2023  | 542.452     |
| 7 | Rani De Coninck      | Las Vegas & Grand Canyon, Verenigde Staten | 4 januari 2024    | 698.059     |
| 8 | Emilie Vansteenkiste | Kreta, Griekenland                         | 11 januari 2024   |             |

### Seizoen 2
|   | Centrale gast   | Locatie                         | Eerste uitzending | Kijkcijfers |
| - | --------------- | ------------------------------- | ----------------- | ----------- |
| 1 | Wim Opbrouck    | Ramsau am Dachstein, Oostenrijk | 14 maart 2025     |             |
| 2 | Kim Van Oncen   | Blankenberge, België            | 21 maart 2025     |             |
| 3 | Joris Brys      | Canada                          | 28 maart 2025     |             |
| 4 | Lieven Scheire  | Reykjavik, IJsland              | 4 april 2025      |             |
| 5 | Petra De Sutter | India                           | 11 april 2025     |             |
| 6 | Oshin Derieuw   | Ericeira, Portugal              | 18 april 2025     |             |
| 7 | Björn Soenens   | Dallas, Verenigde Staten        | 25 april 2025     |             |
| 8 | Natalia         | Brighton, Engeland              | 2 mei 2025        |             |